# Cooperativa de la Colònia Güell
La Cooperativa de la Colònia Güell és un edifici inclòs en l'Inventari del Patrimoni Arquitectònic de Catalunya.

## Història
Un dels elements més notables en totes les colònies industrials de finals del segle xx era la cooperativa, un dels dos eixos de la vida domèstica. Per tant, era lògic que a l'hora de projectar-lo s'hi volgués donar el relleu adequat, tant per dimensions com en la part tocant a l'estètica externa i funcionalitat. Aquest és un edifici que sense perdre la línia arquitectònica dominant a la Colònia Güell destaca per la seva alçada i l'harmoniosa decoració del maó vist.
Als anys 1980 feia les funcions de magatzem i comerç d'alimentació i el primer pis de local social. Actualment, acull l'Oficina d'Informació i l'exposició permanent de la Colònia, on destaca una reproducció de la maqueta estereostàtica de l'església ideada per Gaudí.

## Descripció
Es tracta d'un edifici que es mou entre la tendència historicista i el modernisme industrial, de planta rectangular amb un petit pati interior. Té dues plantes i unes golfes simulades. Els materials són els tradicionals del modernisme, maó arrebossat i vist, teula àrab, combinen bé amb els balcons del primer pis i l'ampla sanefa sota el ràfec que li donen un aire neomedieval. A la planta baixa, a la part que fa magatzem hi té algunes finestres tapiades. Tota la planta noble fa les funcions de local social. Cal destacar el ritme de balcons i finestres del primer pis, en harmonia amb les portes i finestres dels baixos.